# 安妮·帕什利
安妮·帕什利（英語：Anne Pashley，1935年6月5日—2016年10月7日），英国女子田径运动员，主攻短跑。她曾代表英国参加1956年夏季奥林匹克运动会田径比赛，获得女子4×100米接力银牌。